# Jack Leconte
Jack Leconte est un dirigeant automobile français, né à Caen le 19 novembre 1959. Il est actuellement le président-fondateur  de l'écurie Larbre Compétition. Pilote amateur, il a disputé à cinq reprises les 24 Heures du Mans de 1993 à 1997, avec pour meilleur résultat une seizième place au général (second de la catégorie 4) lors de sa première participation sur Porsche 911 Carrera RSR.

## Biographie

### Fondation de Larbre Compétition
En 1988, Jack Leconte fonde sa propre écurie de course basée au Vigeant. Les ateliers sont situés sur le Circuit du Val de Vienne, en région Nouvelle-Aquitaine. Larbre Compétition a toujours été une équipe de course très performante dans les courses GT internationales, avec une multitude de victoires de classe et de victoires au classement général.

### Années en WEC
Jack Leconte commence sa carrière de pilote au sein de la Porsche Carrera Cup France en 1990. Avec 47 points, il prend la onzième place du classement général. Au cours des années suivantes, le Normand participe également à la Porsche Supercup, à d'autres de la Porsche Carrera Cup française, aux 24 Heures du Mans, au Championnat Global GT, au Championnat de France FFSA GT, au Championnat FIA GT et au Festival GT de Bahreïn. Il connait des succès aux 24 Heures du Mans et aux 24 Heures de Spa-Francorchamps. Son meilleur classement au Mans était une 16e place au classement général en 1993. La même année à Spa, il termine la course à la cinquième place du classement général. Ses partenaires au sein de l'équipe sur la BMW M1 sont alors Ferdinand de Lesseps et Pierre de Thoisy. Son plus grand succès est la victoire au classement général des 3 heures de Nogaro en 1997.

## Résultats aux 24 Heures du Mans
| Année | Équipe             | no | Châssis                   | Moteur     | Catégorie | Équipier                            | Qualification | Résultat |
| ----- | ------------------ | -- | ------------------------- | ---------- | --------- | ----------------------------------- | ------------- | -------- |
| 1993  | Jack Leconte       | 78 | Porsche 911 Carrera RSR   | Porsche F6 | C4        | Pierre de Thoisy Jesús Pareja       | 33e           | 16e      |
| 1994  | Larbre Compétition | 50 | Porsche 911 Carrera RSR   | Porsche F6 | GT2       | Jean-Luc Chéreau Pierre Yver        | 29e           | Abandon  |
| 1995  | Jean-Claude Miloe  | 55 | Porsche RSR GT1           | Porsche F6 | GT1       | Jean-Luc Chéreau Pierre Yver        | 34e           | Abandon  |
| 1996  | Chereau Sports     | 55 | Porsche 911 GT2 Evolution | Porsche F6 | LM GT2    | Jean-Luc Chéreau Pierre Yver        | 43e           | 22e      |
| 1997  | Chereau Sports     | 77 | Porsche 911 GT2           | Porsche F6 | GT2       | Jean-Luc Chéreau Jean-Pierre Jarier | 39e           | Abandon  |